# Echidna leucotaenia
Echidna leucotaenia es una especie de pez de la familia de los morénidas en el orden de los Anguilliformes.

## Morfología
Los machos pueden llegar a alcanzar los 75 cm de longitud total.

## Distribución geográfica
Se encuentra desde el África Oriental hasta las Islas de la Línea y Tuamotu.